# The Hotel Brussels
The Hotel Brussels is een hotel in de Louizawijk in Brussel. Met zijn hoogte van 99 meter is het tevens het hoogste publieke uitkijkpunt van die stad.

## Geschiedenis
Het gebouw werd ontworpen door Montois Partners Architects en van 1963 tot 1967 gebouwd. In 1969 opende het als Hiltonhotel de deuren. In 2010 werd het gebouw overgenomen door de Zweedse hotelketen Pandox AB, die het twee jaar lang renoveerde.

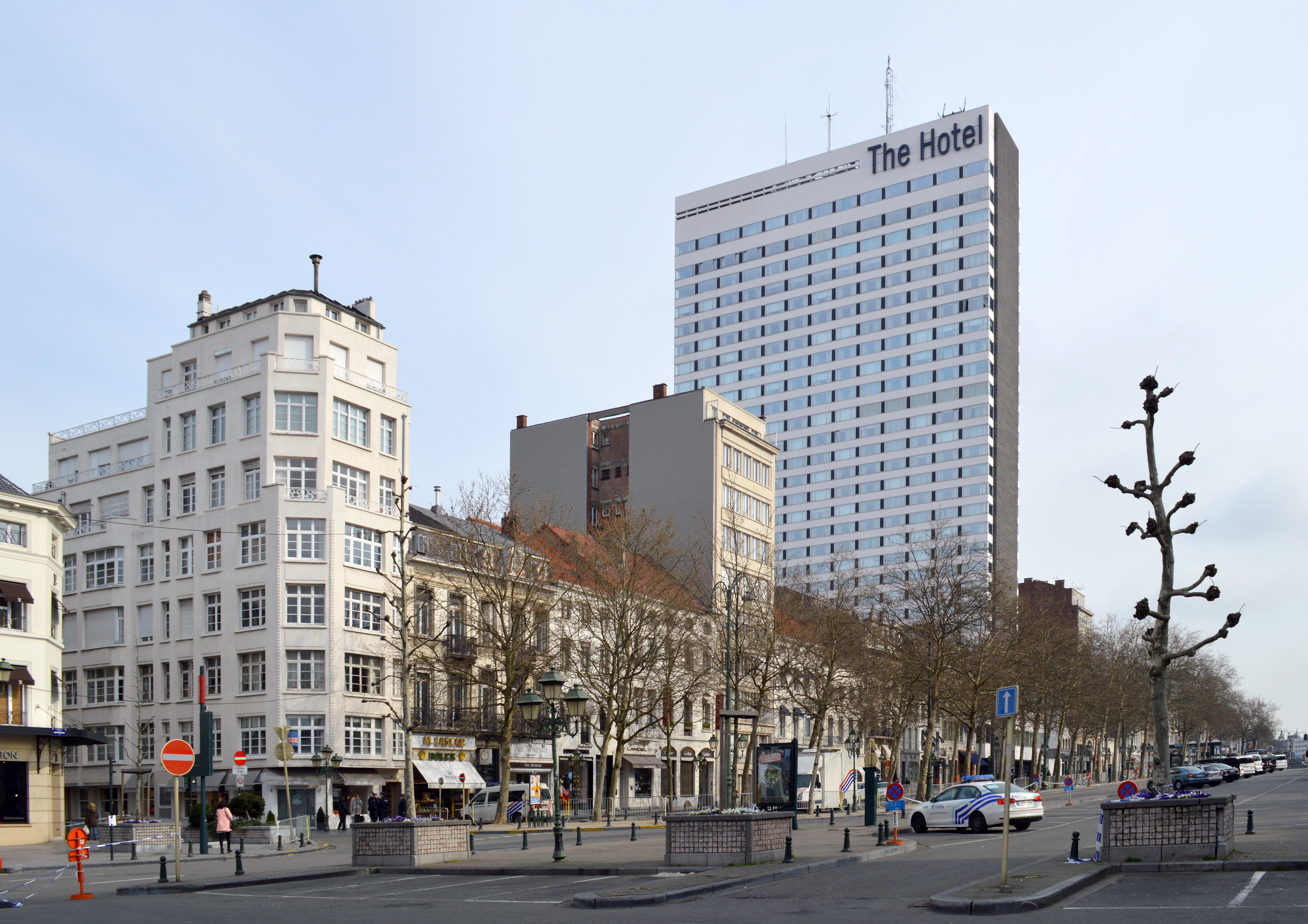